# Comfort Cove-Newstead
Comfort Cove – Newstead est une municipalité située près de Campbellton sur l'île de Terre-Neuve dans la province de Terre-Neuve-et-Labrador au Canada. Elle a un hôtel de ville, une station de pompier et d'autres services incluant une usine de transformation du poisson.

## Annexe